# Conférence de Badasht
Cette page contient des caractères spéciaux ou non latins. S’ils s’affichent mal (▯, ?, etc.), consultez la page d’aide Unicode.
La Conférence de Badasht se déroula en Perse du 26 juin au 17 juillet 1848 et officialisa la séparation entre le babisme et l'islam.
Le babisme (en persan : بابی ها, bábí há) est un mouvement religieux réformateur et millénariste fondé en Perse le 23 mai 1844 (5  Jamádíyu’l-Avval 1260 ap.H.), par un jeune commerçant de la ville de Chiraz, nommé Siyyid ‘Alí Muḥammad Shírází (1819-1850) et surnommé le Bāb (en arabe : باب,  "la Porte"), qui déclara être le Qá'im attendu par les musulmans à la "fin des temps". Ce mouvement messianique fut la cause d’un grand tumulte dans la société persane du XIXe siècle et fut réprimé par le clergé chiite associé au gouvernement persan, qui fit emprisonner le Báb. 
81 babis se réunirent dans le petit village perse de Badasht, près de la Mer Caspienne, pour planifier la libération du Bāb, alors emprisonné dans les montagnes de l'Azerbaïdjan à la forteresse de Čahrīq. Cette conférence fut organisée par l'un des chefs du mouvement nommé Mírzá Ḥusayn 'Alí Núrí (1817-1892), qui prit dès lors les titres de Jináb-i-Bahá' et de Bahá'u'lláh (la "Splendeur de Dieu"), et deux des 18 premiers disciples du Báb (surnommés les "Lettres du Vivant", Ḥurúf-i-Hayy) y participèrent : Mullá Muḥammad ‘Alí-i-Bárfurúsh, surnommé Quddūs (le "Très Saint", 1820-1849), et Fáṭimih Baraghání , surnommée Ṭáhirih (la "Pure", 1817-1852).
Ils ne réussirent pas à mettre sur pied un plan pour libérer le Báb, mais réalisèrent en fait une séparation brutale, complète et dramatique d'avec la Charia islamique en suivant ce que le Báb avait récemment révélé dans son Bayán. Chaque jour que dura cette réunion, une loi islamique fut remplacée par une nouvelle loi babie. Le point culminant survint lorsque Ṭáhirih apparut publiquement sans voile et proclama : "Je suis la parole, que  le Qa'im doit prononcer, la parole qui fera fuir les chefs et les nobles  de la terre", puis elle ajouta que "ce jour est un jour de réjouissance universelle, le jour où se brisent les chaînes du passé; que ceux qui participent à ce grand événement se lèvent et s'embrasent !". Cet acte "intolérablement indécent" frappa de stupeur l'auditoire, à tel point que l'un des babis se trancha la gorge sur place et que d'autres s'enfuirent en abandonnant la Foi. Quddūs, furieux, était sur le point de l'attaquer, quand Bahá'u'lláh apaisa l'atmosphère en lisant la 56e sourate du Coran intitulée "l'événement inéluctable" (al-Waqi'a) et faisant comprendre à tous par ses explications de ces versets, qu'ils étaient en train de vivre le "Jour de la Résurrection" ! 
Avant cet événement, le babisme était perçu comme un mouvement réformateur visant à revivifier l'islam et réformer la société. Après cette conférence, il s'afficha clairement comme une religion distincte de l'islam, ce qui justifia l'intensification des persécutions.